# Министерство по чрезвычайным ситуациям и правам человека (Шри-Ланка)
Министерство по чрезвычайным ситуациям и правам человека (Шри-Ланка) несет ответственность за:
- Планирование и осуществление политики в области смягчения последствий и предотвращения стихийных бедствий и создания реалистичного подхода к реагированию и восстановлению
- Составление национального плана борьбы со стихийными бедствиями на основе национальной политики
- Руководство и управление ликвидации последствий стихийных бедствий согласно Закону № 13 (2005)
- Инициирование и координация иностранных автоматизированных проектов по смягчению последствий стихийных бедствий и восстановлению
- Координация и управление помощью, относящейся к природным и техногенным катастрофам
- Координационные информационно-просветительские программы по природным и техногенным катастрофам
- Системы раннего предупреждения
- Надзор за деятельностью НПО и социальной защитой добровольных учреждений в связи с положениями по облегчению и поощрению прав человека
- Содействие и помощь неправительственным организациям и социальная защита добровольческих учреждений в области ликвидации последствий стихийных бедствий и прав человека.
- Поощрение прав человека
- Координация деятельности в согласии с Верховным комиссаром ООН по правам человека и других международных и региональных институтов по правам человека.